# Handball Club Gelb Schwarz Stäfa
Maillots
Dernière mise à jour : 14 février 2018.
Les Handball Club Gelb Schwarz Stäfa ou simplement HC GS Stäfa est un club suisse de handball fondé en 1962 et situé à Stäfa, une commune du canton de Zurich. L'équipe une, également appelée Lakers Stäfa, a évolué plusieurs saisons en Championnat de Suisse.

## Nom
Le nom de Lakers Stäfa fut inspiré par la célèbre franchise américaine de basket-ball, les Lakers de Los Angeles.

## Personnalités liées au club
- Mischa Kaufmann, meilleur buteur du championnat de Suisse en 2009 avec 300 buts
- Pascal Vernier, meilleur joueur junior (U21) du championnat de Suisse en 2014